# Савонюк Андрій Андрійович
Антон Савонюк (англ. Anthony Sawoniuk, справжнє ім'я Андрій Савонюк; 7 березня 1921 — 6 листопада 2005) — колишній білоруський колаборант (поліцай та есесівець), який через 55 років був засуджений за воєнні злочини у Великій Британії, ставши таким чином єдиним нацистським злочинцем, якого коли-небудь судив британський суд.

## Життєпис

### Ранні роки життя
Народився у курортному містечку на Бузі Домачево у міжвоєнній Польщі. На той час 90% населення міста складали етнічні євреї, решта — поляки, українці, білоруси та фольксдойчі. Савонюка на прізвисько «Андруша» (білоруська зменшувально-пестлива форма від Андрій), описували як білоруса, хоча в деяких газетних повідомленнях сказано, що його мати була полькою, Про особу свого батька Савонюк ніколи нічого не знав, хоча містяни вважали, що ним був Йозеф Якубяк, єврейський учитель міської школи, оскільки його мати Пелагія працювала прибиральницею в школі Якубяка та в його домі саме в ті місяці, коли Савонюк був зачатий. Андрій використовував ім'я по батькові «Андрійович», чого немає в польській мові. Колишнього чоловіка його матері також звали Андрій.
Сім'я була бідною: мати заробляла пранням одягу, а Савонюк та його зведений брат збирали на продаж дрова. Він також працював шабесгоєм: неюдеєм, якого наймали ортодоксальні євреї для виконання заборонених їм суботніх завдань, наприклад, розпалювання багаття чи рубання дров. Від своїх роботодавців він засвоїв ази мови їдиш.

### Діяльність під час війни і подальше життя
Під час Другої світової війни Савонюк вступив до створеної нацистами місцевої білоруської допоміжної поліції, яку  де дослужився до звання коменданта. Під час служби поліцаєм брав участь у вбивствах євреїв.
1944 року, коли Червона Армія просунулася до Домачева, утік на захід, а в липні 1944 року вступив на службу в німецькі збройні сили, де входив до складу 30-ї гренадерської дивізії Ваффен-СС. У листопаді 1944 року дезертував із СС і перейшов на бік супротивника, використовуючи своє польське свідоцтво про народження, таким чином вступивши до 10-го гусарського полку 2-го польського корпусу 8-ї британської армії.
Після війни оселився в Англії в 1946 році, видаючи себе за польського патріота. 1951 року написав листа своєму зведеному братові Миколі. КДБ, який уже підозрював його у воєнних злочинах, перехопив листа і вивідав, що зараз він проживає у Великій Британії. Лише у 1980-х роках КДБ почав ділитися такою інформацією з Великою Британією. Однак і тоді, через неправильне написання його імені, аж до 1994 року органи влади не розуміли, що Савонюк, який тоді працював на British Rail, був одним із людей у тому списку КДБ і підлягав законному арешту.

### Суд
На час судового процесу Савонюк був громадянином Великої Британії. Його судили 1999 року в Лондоні в Олд-Бейлі за двома звинуваченнями у вбивстві євреїв у його окупованому німцями рідному місті під час Другої світової війни. Суд присяжних визнав його винним за одним обвинуваченням одноголосним рішенням, а за іншим — більшістю десять проти одного. Ще два звинувачення у вбивстві сторона обвинувачення зняла через процесуальні помилки з доказами. Проте обидва вбивства, за які засудили Савонюка, були окремими елементами двох групових убивств: у першому Савонюк, за словами очевидців, розстріляв 15 євреїв; у другому застрелив трьох євреїв.
На процесі Савонюк сказав про своїх обвинувачів: «Вони професіональні брехуни. Вони мають судимості. Деякі свідки магістратського суду відсиділи 25 років, алкоголіки. Я був найкращим другом євреїв». Він також заявив, що «всі брешуть. Їм розказав російський КДБ, що буцімто було гетто. Ці чорти прийшли сюди зі своєю брехнею проти мене». А ще він додав: «Я не вчинив жодного злочину. Моя совість чиста. Я нікого не вбивав. Мені й не снилося такого робити. Я не чудовисько, я звичайний бідняк із робітничого класу» Він також заперечував, що належав до німецьких збройних сил, стверджуючи, що «я ніколи не був у німецькій армії». У суді він звинуватив співробітника Міської поліції Лондона у підробці документа Waffen-SS, який містив його дані. Він висував здогади, що столична поліція з подачі КДБ змовилася проти нього.
Його засудили на два довічні ув'язнення, а суддя Джастіс Поттс, який брав участь у розгляді справи, висловився за те, щоб Савонюк решту життя провів у тюрмі.
Він став першою та єдиною особою, засудженою за Законом Великої Британії «Про воєнні злочини» від 1991 року. З юридичного погляду ця справа цікава ще й тим, що це був перший випадок, коли британські присяжні виїхала за кордон на оглядини місця злочину.
2000 року Палата лордів відмовила йому в поданні апеляції.
Помер він у в'язниці Норвіча природною смертю через шість років після суду, у 84-річному віці .